# Atellana papilio
Atellana papilio är en spindeldjursart som beskrevs av Domrow 1958. Atellana papilio ingår i släktet Atellana och familjen Atopomelidae. Inga underarter finns listade.